# Archaeogomphus densus
Archaeogomphus densus – gatunek ważki z rodziny gadziogłówkowatych (Gomphidae). Występuje na terenie Ameryki Południowej.